# Селџучко царство
Селџучко царство (перс. دولت سلجوقیان; тур. Büyük Selçuklu Devleti, што значи „Велика селџучка држава”) је било средњовековно турско-персијско царство, на челу са Куник граном Огуз Турака. Селџучко царство је контролисало простор од Хиндукуша на истоку, до Анадолије на западу и до средње Азије на северу до Персијског залива на југу. Из своје домовине у близини Аралског мора, Селџуци су најпре продрли у Хорасан, а затим у Персију пред коначно освајање источне Анадолије.
Селџучко царство је основао Тугрул-бег 1037. године, након покушаја оснивача Селџучке династије, Селџука, у првој четвртини 11. века. Селџуков отац је био високо позициониран у Огуској држави и дао је по њему име држави и династији. Селџуци су ујединили подељену политичку сцену источног исламског света и играли су главну улогу у првом и другом крсташком рату. Захваљујући њима дошло је оснивања посебне турско-персијске културе, усљед високе персијанизације у култури и језику, као и извоз персијске културе у Анадолију. Турска насеља на северозападним деловима царства, која су била од стратешке важности за царство, довела су до туркизације тих подручја. Селџучка владавина је настала по узору на племенску организацију уобичајену међу турским и монголским номадима и личила је на породичну федерацију. У оквиру ове организације водећи члан највеће породице доделио је члановима породице функције кроз апанажу.
Царство је било подељено на западно и источно и није имало престоницу, као ни политички центар. Престонице су били градови где су владари боравили у том тренутку.
Као и многа друга феудална царства ни Селџучко није дуго трајало. Робно - новчани односи нису били главни облик економских односа, па се ни области никада нису ујединиле око једног економског и политичког средишта, већ је царство било утемељено на војно - политичкој унији која је знатно ослабила када су окупација и војни походи престали. Временом су владари покрајина били све мање вољни да се покоравају средишњој власти који су се интензивирали након смрти султана Малика шаха I. Због грађанских ратова и подела међу емирима наредни крсташки походи нису могли да буду спречени, па је царство пропало и основан је низ султаната и емирата на територији бившег царства.